# Dej
Dej (deutsch Burglos bzw. Deesch, ungarisch Dés) ist eine Stadt in Rumänien und liegt im Kreis Cluj in der Region Siebenbürgen am Fluss Someș. Im Jahr 2004 hatte die Stadt ungefähr 38.100 Einwohner. Davon waren gemäß dem Zensus 1992 17 Prozent Ungarn. Dej ist Eisenbahnknoten mit dem Rangierbahnhof Dej Triaj.

## Geschichte
Die Siedlung war bis 1918/1920 die Hauptstadt des ungarischen Komitats Szolnok-Doboka. Bis 1914 war Dej Garnison der Kgl. ungarischen Armee und beherbergte das Honvéd Infanterie-Regiment Nr. 32.
Gemäß dem Vertrag von Trianon kam die Stadt nach dem Ersten Weltkrieg zu Rumänien und wurde Hauptstadt des Bezirkes Someș (ung. Szamos), um dann von 1940 bis 1944 nach dem zweiten Wiener Schiedsspruch wieder zu Ungarn zu gehören. Die Pariser Friedenskonferenz 1946 legte nach dem Zweiten Weltkrieg die Zugehörigkeit zu Rumänien fest.

## Persönlichkeiten
- Géza Teleki (1843–1913), Schriftsteller, Politiker und Minister
- Guilelm Șorban (1876–1923), Komponist
- Alexandru Sencovici (1902–1995), Politiker (Partidul Comunist Român)
- Eva Lazar (1914–1944/1945), Malerin, NS-Opfer
- Ana Novac (1929–2010), Schriftstellerin
- Mihai Moldovan (1937–1981), Komponist
- Lavinia Șandru (* 1975), Politikerin, Journalistin und Schauspielerin
- Paul Papp (* 1989), Fußballspieler